# Sally Oppenheim-Barnes, Baroness Oppenheim-Barnes
Sally Oppenheim-Barnes, Baroness Oppenheim-Barnes PC (* 26. Juli 1928 in Dublin; † 1. Januar 2025), geborene Viner, war eine britische Politikerin der Conservative Party.

## Leben und Karriere
Sie wurde am 26. Juli 1928 als Sarah Viner, als Tochter eines Diamantenschleifers in Dublin in Irland geboren. Sie besuchte die Schule in Sheffield sowie das Lowther College.
Später arbeitete sie als Sozialarbeiterin in London bei der Inner London Education Authorithy (ILEA), bevor sie politisch aktiv wurde. 1970 war sie Präsidentin des Conservative Club of Gloucester.

## Mitgliedschaft im House of Commons
Bei der Unterhauswahl 1970 besiegte sie John Diamond im Wahlkreis Gloucester. Diamond war der einzige Kabinettsminister, der bei der Wahl unterlag. Einige fanden daher ihre frühere Tätigkeit als Diamantenschleiferin angemessen. 
Sie vertrat Gloucester bis 1987. Beim Conservative Parliamentary Prices and Consumer Protection Committee war sie von 1971 bis 1973 stellvertretende Vorsitzende (Vice-Chairman), sowie von 1973 bis 1974 Vorsitzende (Chairman). Oppenheim-Barnes war von 1974 bis 1979 Oppositionssprecherin für Preise und Verbraucherschutz mit Sitz im Schattenkabinett.
Von 1979 bis 1982 war sie Staatsminister für Verbraucherangelegenheiten im Department of Trade. Ihr Sohn Phillip Oppenheim war konservativer Abgeordneter für den Wahlkreis Amber Valley. Von 1983 bis 1987 saßen Mutter und Sohn gleichzeitig im Unterhaus, was damit zum ersten Mal geschah.
1982 wurde sie Vorsitzende (Chairman) des Committee of Enquiry into Pedestrian Safety at Public Road Level Crossings. Von 1982 bis 1993 war sie Non-Executive Director des Boots Co Main Board und von 1989 bis 1996 beim Fleming High Income Investment Trust, sowie von 1990 bis 1998 bei der HFC Bank plc. 
Beim House of Commons Committee of Privileges war sie Mitglied. 
Sie war Präsident des British Red Cross Society im Gloucester District. Das National Consumer Council leitete Oppenheim-Barnes von 1987 bis 1989 und den National Waterway Museum Trust bis 1990.
Sie war Vizepräsidentin auf nationaler Ebene (National Vice-President) der National Mobile Homes Residents' Association. Von 1973 bis 1979 war sie Vizepräsidentin der National Union of Townswomen's Guilds. Auch war sie Vizepräsidentin der Western Centre of Public Health Inspectors.

## Mitgliedschaft im House of Lords
Oppenheim-Barnes wurde am 9. Februar 1989 zur Life Peeress als Baroness Oppenheim-Barnes, of Gloucester in the County of Gloucestershire ernannt. Ihre Antrittsrede hielt sie am 7. April 1989.
Als Thema von politischem Interesse nannte sie auf der Webseite des Oberhauses Verbraucherangelegenheiten.
- Sitzungsperiode 1997 / 1998: 108 Tage
- Sitzungsperiode 1. April 2001 bis 31. März 2002: 42 Tage
- Sitzungsperiode 1. April 2002 bis 31. März 2003: 72 Tage
- Sitzungsperiode 1. April 2003 bis 31. März 2004: 72 Tage
- Sitzungsperiode 1. April 2004 bis 31. März 2005: 57 Tage
- Sitzungsperiode 1. April 2005 bis 31. März 2006: 66 Tage
- Sitzungsperiode 1. April 2006 bis 31. März 2007: 71 Tage
- Sitzungsperiode 1. April 2007 bis 31. März 2008: 72 Tage
- Sitzungsperiode 1. April 2008 bis 31. März 2009: 62 Tage
- Sitzungsperiode 1. April 2009 bis 31. März 2010: 43 Tage
- Sitzungsperiode 1. April 2010 bis 30. Juni 2010: 11 Tage
- Sitzungsperiode 1. Juli 2010 bis 30. September 2010: 6 Tage
- Sitzungsperiode 1. Oktober 2010 bis 31. Dezember 2010: 17 Tage
- Sitzungsperiode 1. Januar 2011 bis 31. März 2011: 13 Tage
- April 2011: 2 Tage (von 7)
- Mai 2011: 5 Tage (von 15)
- Juni 2011: 6 Tage (von 17)
- Juli 2011: 5 Tage (von 13)
- August 2011: 1 Tag (von 1)
- September 2011: 4 Tage (von 8)
- Oktober 2011: 6 Tage (von 18)
- November 2011: 9 Tage (von 18)
- Dezember 2011: 4 Tage (von 13)
- Januar 2012: 5 Tage (von 14)
- Februar 2012: 7 Tage (von 14)
- März 2012: 6 Tage (von 17)
- April 2012: 1 Tag (von 5)
- Mai 2012: 4 Tage (von 13)
- Juni 2012: 6 Tage (von 13)

Im House of Lords lag ihre Anwesenheit im unregelmäßigen bis mittleren Bereich.

## Ehrungen
Sie wurde 1979 Mitglied des Privy Council.